# Swizz Beatz
Kasseem Dean (Bronx, Nueva York, 13 de septiembre de 1978) es un productor musical, DJ & rapero estadounidense conocido como Swizz Beatz (estilizado en ocasiones como "Beats"). Ha producido canciones para Ruff Ryders desde los 17 años. Swizz también tiene su propio sello discográfico llamado Full Surface, que es un subsidiario de J. Records.
Swizz nació en el Bronx, esto se nota ya que produce música para raperos como Drag-On, DMX y Jadakiss. Su primera esposa fue la cantante de R&B Mashonda. Está casado actualmente con la cantante de R&B y pianista Alicia Keys con la que tiene dos hijos.

## Biografía

### Comienzos
Debido a la separación de sus padres en sus primeros años, Dean no vio apenas a su padre, un empleado de correos. Pasó gran parte de su infancia criado por su madre en el sur del Bronx, donde por primera vez se encontró con el hip hop. Después de obtener el equipo necesario de su padrastro y sus tíos, empezó a trabajar siendo adolescente e, incluso, disfrutó de un mínimo de éxito. Después de mudarse a Atlanta, Georgia, y debido a su participación repetida en la conducta violenta a Harry S. Truman High School, comenzó a trabajar por sus tíos, Joaquín y Darrin Dean, que eran compañeros de directores ejecutivos de la discográfica Ruff Ryders.

### Carrera musical
Con su tía Chivon y tíos Dee y Waah Dean todos los involucrados con el sello Ruff Ryders, comenzó a producir pistas a los 16 años. Un año más tarde vendió su primer éxito a DMX, "Ruff Ryders 'Anthem". Entonces, produjo grandes canciones de hip-hop en como, en 1998, como "Banned from T.V." de Noreaga, "Money, Cash, Hoes" de Jay-Z y más, todas estas habían sido producidas a la edad de 19. El año siguiente, se producen la mayoría de las canciones del álbum recopilatorio Ruff Ryders Ryde or Die Volumen 1 y también produce Eve. En el 2001, en una operación conjunta con Clive Davis, estableció su propio sello discográfico, Full Surface, que es un subsidiario de J Records. El primer artista firmado fue el rapero de Filadelfia, Cassidy. Cuando Dean lanzó su primer álbum recopilatorio Swizz Beatz Presents G.H.E.T.T.O. Stories, en 2002, fue entonces cuando empezó a llamar la atención por su estilo de producción e ideas interesantes. El mismo año, lanzó dos singles "Guilty" y "Bigger Business", acompañados de vídeos musicales. Con frecuencia se asocia con Ruff Ryders y Roc-A-Fella Records. Dean comenzó a ampliar su alcance para incluir la producción de artistas de las productoras más dominantes como Elektra, Atlántic, Epic, Def Jam y Bad Boy Entertainment. Su carrera creció en gran medida a partir de ese punto.
El 21 de agosto del 2007, Swizz Beatz lanzó su álbum debut, One Man Band Man. El álbum estuvo precedido por los sencillos "It's Me Bitches" y "Money in the Bank" y vendió 45.000 copias en su primera semana. Dos meses después, el 19 de octubre, se lanzó un concurso llamado "Share the Studio", presentado por Music Video 2.0 y la revista The Source. El concurso estaba destinado a ser una continuación de la obra de su álbum debut.
Más tarde ese mismo año, Swizz Beatz trajo a su productora a antiguos miembros de Ruff Ryders y amigos de toda la vida Drag-On, y Eve. El grupo de hip hop, Bone Thugs-n-Harmony, también firmaron con la productora, donde que más tarde lanzaron su séptimo álbum de estudio Strength & Loyalty.

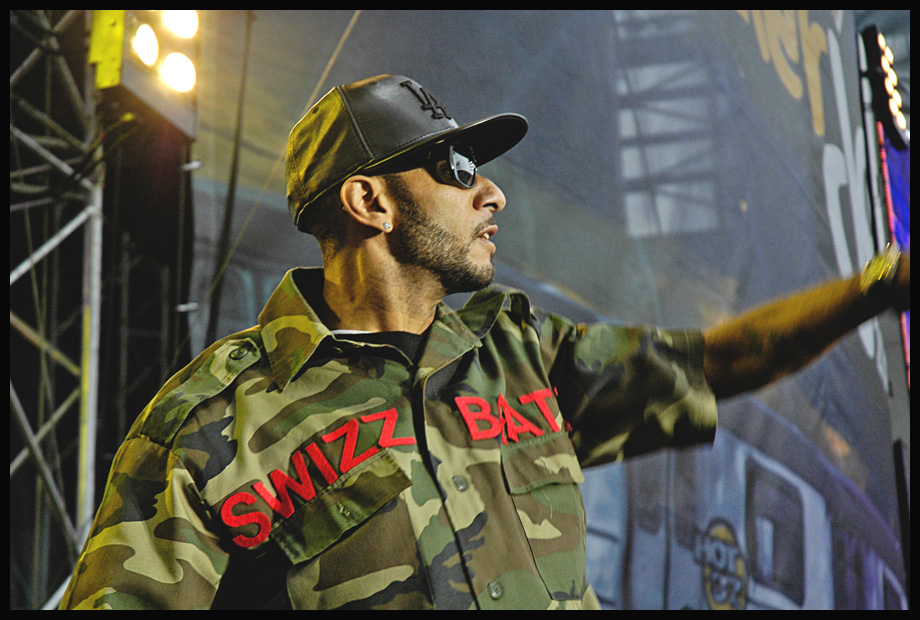
Swizz posando en concierto el verano del 2007.

El 24 de abril de 2009, se lanzó una canción promocional para Hennessy, titulado "When I Step in the Club". Estuvo acompañado de un vídeo musical, dirigido por Hype Williams. El 23 de agosto del 2010 es revelado el título de su siguiente álbum: Haute Living.
En una entrevista en la BBC Radio anunció que estaba planeando lanzar lo el 13 de septiembre, coincidiendo con la fecha de su nacimiento. En lugar de ser puesto en libertad bajo su propio sello, el álbum fue lanzado en realidad bajo las productoras Everest Entertainment/Atlantic/Warner, las cual se hermanaron con la productora de Swizz en agosto de 2010. Las apariciones especiales confirmadas incluyen a su esposa Alicia Keys, Bono, Travis Barker, Kanye West, Lil' Wayne, Jay-Z, Lenny Kravitz, Mary J. Blige y John Legend.
El 12 de febrero de 2010, él y otros 81 artistas, entre ellos Kanye West, Lil' Wayne, Justin Bieber, Miley Cyrus, Jamie Foxx, Will.i.am y Usher, mostraron "We Are the World 25 for Haiti", durante la ceremonia de apertura de los Juegos Olímpicos de Invierno en Vancouver.
Su primer Premio Grammy llegó en 2011, premiado en la categoría de Mejor Interpretación Rap por un Dúo o Grupo por una canción titulada "On to the Next One" él haciendo equipo con el rapero estadounidense Jay-Z. El primer sencillo promocional de Haute Living se tituló "Everyday (Coolin')", fue producido por Joe Lindsay, y fue lanzado a través de monstermondays.com el 28 de marzo de 2011. El 21 de mayo de 2011, confirmó además que el Dr. Dre estaba trabajando en el álbum con él.
El 7 de marzo de 2012, Swizz Beatz anunció que lanzará un mixtape titulado Limitless, con apariciones de DMX, Nas, Rick Ross, The LOX y ASAP Rocky. El 22 de marzo de 2012, el sencillo sacdo del mixtape; "Street Knock "con ASAP Rocky fue estrenad en "The Angie Martínez Show".
El 2 de noviembre de 2012, dio a conocer un nuevo sencillo titulado "Birthday Everyday", con Chris Brown y Ludacris.
El 23 de agosto de 2013, publicó "Hands Up", un nuevo sencillo con raperos estadounidenses Lil' Wayne, Nicki Minaj, Rick Ross, y 2 Chainz. Su álbum Haute Living está aún sin fecha de lanzamiento, pese a que la lista de canciones lleva desde el 2011 preparado. En el 2014 hizo su primera aparición en la gran pantalla haciendo de "ninja" en el film Dumb and Dumber To.

## Vida personal
El primer hijo de Beatz, Prince Nasir Dean, nació en 2000. Beatz se casó con la cantante Mashonda Tifrere en 2004. Ella dio a luz su segundo hijo, Kasseem Dean, Jr., en enero de 2007. En abril de 2008, la pareja anunció que planeaban divorciarse.
Swizz tiene una hija con la cantante Jahna Sebastian llamada Nicole, nació en julio de 2008.
Swizz Beatz anuncio en mayo del 2009 que estaba saliendo con la cantante Alicia Keys. En mayo del 2010, un representante de Beatz and Keys confirmó que la pareja estaban comprometidos y estaban esperando un bebe juntos, un niño. Keys and Swizz Beatz celebraron su matrimonio en la isla de francesa Córcega el 31 de julio de 2010. Ellos invitaron a Bono y Queen Latifah. Sin embargo, una ceremonia civil sigue siendo necesario para que el matrimonio sea legal.
El 31 de julio de 2014 la cantante Alicia Keys junto a Swizz Beatz anunciaron su segundo embarazo, celebrando cuatro años de matrimonio.
La madrugada del 27 de diciembre de 2014, Alicia Keys y Swizz Beatz se convirtieron en padres por segunda ocasión, su hijo recibió el nombre de Genesis Ali Dean.
El músico y su esposa, la cantante y autora Alicia Keys han mostrado su apoyo a los DREAMers, jóvenes que entraron ilegalmente a Estados Unidos de América y a través de la política DACA por sus siglas en inglés (en español Consideración de Acción diferida para los llegados en la infancia) pueden conseguir un estatus legal dentro de este país. Durante la entrega de los premios Grammy de 2018, Swizz Beatz usó un abrigo de la autoría del diseñador mexicano Ricardo Seco, en el que se leía una frase el expresidente mexicano Benito Juárez aludiendo al respeto entre naciones e individuos.

## Discografía

### Álbum
| Título           | Detalles del álbum                                                                                            | Posiciones       | Posiciones       | Posiciones       |
| Título           | Detalles del álbum                                                                                            | US               | US R&B           | US Rap           |
| ---------------- | --- | ---------------- | ---------------- | ---------------- |
| One Man Band Man | - Lanzado: 21 de agosto del 2007 - Productora: Full Surface, Universal Motown - Formato: CD, descarga digital | 7                | 1                | 1                |
| Haute Living     | - Lanzado: TBA - Productora: Monster Music Group - Formato: CD, descarga digital                              | Para ser lanzado | Para ser lanzado | Para ser lanzado |

### Álbumes recopilatorios
| Título                                    | Detalles del álbum | Posiciones | Posiciones |
| Título                                    | Detalles del álbum | US         | US R&B     |
| ----------------------------------------- | --- | ---------- | ---------- |
| Swizz Beatz Presents G.H.E.T.T.O. Stories | - Lanzado: 10 de diciembre del 2002 - Label: Full Surface, DreamWorks, Interscope - Formato: CD, LP, casete, descarga digital | 50         | 10         |

## Sencillos

### Propios
| "Guilty" (featuring Bounty Killer)                                                                | 2002 | —  | 104 | —  | Swizz Beatz Presents G.H.E.T.T.O. Stories |
| "Bigger Business" (featuring Birdman, Jadakiss, P. Diddy, Snoop Dogg, Ronald Isley, Cassidy & TQ) | 2002 | —  | 72  | —  | Swizz Beatz Presents G.H.E.T.T.O. Stories |
| "It's Me Bitches"                                                                                 | 2007 | 83 | 30  | 17 | One Man Band Man                          |
| "Money in the Bank"                                                                               | 2007 | 84 | 22  | 14 | One Man Band Man                          |
| "Everyday (Coolin')" (featuring Eve)                                                              | 2011 | —  | 81  | —  | Haute Living                              |
| "International Party" (featuring Alicia Keys)                                                     | 2011 | —  | —   | —  | Haute Living                              |
| "Street Knock" (featuring ASAP Rocky)                                                             | 2012 | —  | —   | —  | Haute Living                              |
| "Everyday Birthday" (featuring Chris Brown & Ludacris)                                            | 2012 | —  | 44  | —  | Haute Living                              |
| "Hands Up" (featuring Nicki Minaj, Lil Wayne, Rick Ross & 2 Chainz)                               | 2013 | —  | —   | —  | Haute Living                              |
| "—" denota que no alcanzó ninguna posición.                                                       |      |    |     |    |                                           |

### Como colaborador
| "Spit These Bars" (Drag-On featuring Swizz Beatz)                                                        | 2000 | —   | 80  | —  | Opposite of H2O                                     |
| "Get It on the Floor" (DMX featuring Swizz Beatz)                                                        | 2003 | —   | 57  | —  | Grand Champ                                         |
| "Bang Bang Boom" (Drag-On featuring Swizz Beatz)                                                         | 2004 | —   | 94  | —  | Hell and Back                                       |
| "Set It Off" (Young Gunz featuring Swizz Beatz)                                                          | 2005 | —   | 52  | —  | Brothers from Another                               |
| "Like That" (Memphis Bleek featuring Swizz Beatz)                                                        | 2005 | —   | 47  | 22 | 534                                                 |
| "B-Boy Stance" (Cassidy featuring Swizz Beatz)                                                           | 2005 | —   | 75  | —  | I'm a Hustla                                        |
| "Whuteva" (Remy Ma featuring Swizz Beatz)                                                                | 2006 | —   | 79  | —  | There's Something About Remy: Based on a True Story |
| "We in Here" (DMX featuring Swizz Beatz)                                                                 | 2006 | —   | 125 | —  | Year of the Dog...Again                             |
| "New York Shit" (Busta Rhymes featuring Swizz Beatz)                                                     | 2006 | —   | 77  | —  | The Big Bang                                        |
| "My Drink N My 2 Step" (Cassidy featuring Swizz Beatz)                                                   | 2007 | 35  | 11  | 6  | B.A.R.S. The Barry Adrian Reese Story               |
| "Return of the Hustle" (Fabolous featuring Swizz Beatz)                                                  | 2007 | —   | 122 | —  | From Nothin' to Somethin'                           |
| "C'mon Baby" (Saigón featuring Swizz Beatz)                                                              | 2007 | —   | —   | —  | The Greatest Story Never Told                       |
| "Set It Off" (N.O.R.E. featuring Swizz Beatz & J. Russ)                                                  | 2007 | —   | —   | —  | Noreality                                           |
| "Blow Ya Mind" (Styles P featuring Swizz Beatz)                                                          | 2007 | —   | 51  | 19 | Super Gangster, Extraordinary Gentleman             |
| "Swing Ya Rag" (T.I. featuring Swizz Beatz)                                                              | 2008 | 62  | 53  | —  | Paper Trail                                         |
| "Who's Real" (Jadakiss featuring Swizz Beatz & OJ da Juiceman)                                           | 2009 | 125 | 39  | 18 | The Last Kiss                                       |
| "Million Bucks" (Maino featuring Swizz Beatz)                                                            | 2009 | —   | 66  | 21 | If Tomorrow Comes...                                |
| "I Do" (Lil Jon featuring Snoop Dogg & Swizz Beatz)                                                      | 2009 | —   | 101 | —  | Single                                              |
| "I Can Transform Ya" (Chris Brown featuring Lil Wayne & Swizz Beatz)                                     | 2009 | 20  | 11  | —  | Graffiti                                            |
| "On to the Next One" (Jay-Z featuring Swizz Beatz)                                                       | 2009 | 37  | 9   | 5  | The Blueprint 3                                     |
| "We Are the World 25 for Haiti" (con Artists for Haiti)                                                  | 2010 | 2   | —   | —  | Single                                              |
| "Stop the Party (Iron Man)" (Busta Rhymes featuring Swizz Beatz)                                         | 2010 | —   | 87  | —  | E.L.E. (Extinction Level Event) 2: End of the World |
| "Fancy" (Drake featuring T.I. & Swizz Beatz)                                                             | 2010 | 25  | 4   | 1  | Thank Me Later                                      |
| "Red Dot Special (Rha-Ta-Ta-Ta)" (Spragga Benz featuring Swizz Beatz, Shabba Ranks & Kardinal Offishall) | 2010 | —   | —   | —  | Shotta Culture                                      |
| "Gucci Time" (Gucci Mane featuring Swizz Beatz)                                                          | 2010 | 104 | 23  | 12 | The Appeal: Georgia's Most Wanted                   |
| "Start It Up" (Lloyd Banks featuring Kanye West, Swizz Beatz, Fabolous &Ryan Leslie)                     | 2010 | 105 | 52  | 20 | H.F.M. 2 (Hunger for More 2)                        |
| "Ass on the Floor" (Diddy – Dirty Money featuring Swizz Beatz)                                           | 2010 | —   | 80  | —  | Last Train to Paris                                 |
| "Can a Drummer Get Some?" (Travis Barker featuring Lil Wayne, Rick Ross, Swizz Beatz & Game)             | 2011 | —   | —   | —  | Give the Drummer Some                               |
| "Anything" (Musiq Soulchild featuring Swizz Beatz)                                                       | 2011 | —   | 31  | —  | MusiqInTheMagiq                                     |
| "Throw It Away" (Slaughterhouse featuring Swizz Beatz)                                                   | 2012 | —   | —   | —  | Welcome to: Our House                               |
| "Tip" (The Rangers featuring Swizz Beatz)                                                                | 2012 | —   | —   | —  | Single                                              |
| "All We Know" (DJ Absolut featuring Ace Hood, Ray J, Swizz Beatz, Bow Wow & Fat Joe)                     | 2013 | —   | —   | —  | Single                                              |
| "—" denota que no alcanzó posición en las listas.                                                        |      |     |     |    |                                                     |

### Apariciones estelares
| Título                                        | Año  | Otros artista(s)                                        | Álbum                                      |
| --------------------------------------------- | ---- | ------------------------------------------------------- | ------------------------------------------ |
| "Keep Your Shit the Hardest"                  | 1998 | DMX                                                     | Flesh of My Flesh, Blood of My Blood       |
| "No Love 4 Me"                                | 1998 | DMX, Drag-On                                            | Flesh of My Flesh, Blood of My Blood       |
| "Maniac"                                      | 1999 | Eve                                                     | Let There Be Eve...Ruff Ryders' First Lady |
| "Move Right Now"                              | 2000 | Eve, Drag-On                                            | Any Given Sunday                           |
| "If You Know"                                 | 2000 | The LOX, Drag-On, Eve                                   | We Are the Streets                         |
| "Boom Boom"                                   | 2000 | 8Ball & MJG                                             | Space Age 4 Eva                            |
| "On My Way"                                   | 2001 | Jadakiss                                                | Kiss tha Game Goodbye                      |
| "Get Your Handz Off"                          | 2004 | Jin                                                     | The Rest Is History                        |
| "Bellybutton"                                 | 2005 | Cassidy                                                 | I'm a Hustla                               |
| "Get 'Em"                                     | 2005 | Cassidy                                                 | I'm a Hustla                               |
| "Brown Paper Bag"                             | 2006 | Birdman, Lil Wayne                                      | Like Father, Like Son                      |
| "Scream on 'Em"                               | 2006 | The Game                                                | Doctor's Advocate                          |
| "Candy Paint"                                 | 2007 | Bone Thugs-n-Harmony, Autumn Rowe                       | Strength & Loyalty                         |
| "I Get My Paper"                              | 2007 | Cassidy                                                 | B.A.R.S. The Barry Adrian Reese Story      |
| "Girlfriend" (Remix)                          | 2007 | Bow Wow, Omarion, Cassidy, Soulja Boy                   | rowspan="2" Single                         |
| "Set It Off" (Remix)                          | 2007 | N.O.R.E., Red Café, Cassidy, Busta Rhymes, Talib Kweli  |                                            |
| "Who Wanna"                                   | 2008 | Elephant Man                                            | Let's Get Physical                         |
| "Five-O" (Remix)                              | 2008 | Elephant Man, Wyclef Jean, Assassin, Yung Joc, Diddy    | Let's Get Physical                         |
| "Big Bank Take Lil' Bank"                     | 2008 | Bow Wow                                                 | Half Man Half Dog Vol. 1                   |
| "Drop"                                        | 2008 | Fat Joe, Jackie Rubio                                   | The Elephant in the Room                   |
| "Hi Hater (Remix)"                            | 2008 | Maino, T.I., Plies, Jadakiss, Fabolous                  | Maino Is the Future                        |
| "Toast 2 Toast"                               | 2009 | Bone Thugs-N-Harmony                                    | Uni5 the Prequel: The Untold Story         |
| "Shake It"                                    | 2009 | Bow Wow                                                 | New Jack City II                           |
| "Arab Money" (Remix)                          | 2009 | Busta Rhymes, Ron Browz, Diddy, T-Pain, Akon, Lil Wayne | rowspan="3" Single                         |
| "Best I Ever Had" (Remix)                     | 2009 | Drake                                                   |                                            |
| "Rotate" (Remix)                              | 2009 | C-N-N, Ron Browz, Busta Rhymes, Jadakiss                |                                            |
| "Billion Dollar Shift"                        | 2009 | Cardan, Red Café                                        | Rebirth Vol. 2                             |
| "Ride Out"                                    | 2009 | Cassidy                                                 | Best of the Hustla                         |
| "Stop the Party" (Remix)                      | 2010 | Busta Rhymes, T.I., Cam'ron, Ghostface Killah, DMX      | 0                                          |
| "It's Alive"                                  | 2010 | Gucci Mane                                              | The Appeal: Georgia's Most Wanted          |
| "Holding You Down (Goin' In Circles)" (Remix) | 2010 | Jazmine Sullivan, Mary J. Blige                         | Single                                     |
| "Henny and Bacardi"                           | 2010 | Cassidy                                                 | Face 2 Face EP                             |
| "I Like Dat"                                  | 2010 | Trey Songz, T.I.                                        | Passion, Pain & Pleasure                   |
| "Higher"                                      | 2010 | Game, Jay Electronica                                   | Nigga                                      |
| "Power" (Remix)                               | 2010 | Kanye West, Jay-Z                                       | GOOD Fridays                               |
| "Lord Lord Lord"                              | 2010 | Kanye West, Mos Def, Raekwon, Charlie Wilson            | GOOD Fridays                               |
| "So Appalled"                                 | 2010 | Kanye West, Jay-Z, Cyhi the Prynce, RZA                 | My Beautiful Dark Twisted Fantasy          |
| "Keep It Rockin"                              | 2011 | Maino, Jadakiss, Jim Jones, Joell Ortiz                 | Keep It Rockin                             |
| "Mo'fucka"                                    | 2011 | Bushido                                                 | Jenseits von Gut und Böse                  |
| "World's Greatest"                            | 2011 | DMX, The LOX, Drag-On, Murda Mook                       | Ruff Ryders: Past, Present, Future         |
| "It's Over the Dog Is Back"                   | 2011 | DMX                                                     | Ruff Ryders: Past, Present, Future         |
| "Showtime"                                    | 2011 | Lil Waah                                                | Ruff Ryders: Past, Present, Future         |
| "Set It Off"                                  | 2012 | Erick Sermon, Mone, Fred the Godson                     | rowspan="2" OZ                             |
| "In This Ho (Lambo)"                          | 2012 | Pusha T                                                 |                                            |
| "Summer on Smash"                             | 2012 | Nas, Miguel                                             | Life Is Good                               |
| "Holiday"                                     | 2012 | Junior Reid                                             | Junior Reid                                |
| "Even Louder"                                 | 2012 | Danny!, Tanya Morgan                                    | Payback                                    |
| "Grand Wizard"                                | 2012 | The LOX                                                 | LOX                                        |
| "The Bottom"                                  | 2012 | AR-AB                                                   | Who Harder Than Me 2                       |
| "Green Light Go"                              | 2013 | Jim Jones                                               | Jim Jones                                  |
| "Faces of Death"                              | 2013 | N.O.R.E., French Montana, Raekwon, Busta Rhymes         | Student of the Game                        |
| "Get It In"                                   | 2013 | Funkmaster Flex, Ne-Yo                                  | Who You Mad At? Me or Yourself?            |
| "Mad Fo"                                      | 2013 | Ludacris, Meek Mill, Chris Brown, Pusha T               | #IDGAF                                     |
| "I Feel Like Pac/I Feel Like Biggie"          | 2013 | DJ Khaled, Diddy, Rick Ross, Meek Mill, T.I.            | Suffering from Success                     |
| "Go Off"                                      | 2014 | Reek da Villain, Ace Hood, Kendrick Lamar               | Single                                     |

### Sencillos producidos
| Título | Año  | Posiciones | Posiciones | Posiciones | Posiciones | Posiciones | Posiciones | Posiciones | Posiciones | Posiciones | Posiciones | Certificaciones                                  | Álbum                                                                |
| Título | Año  | US         | US R&B     | US Rap     | AUS        | CAN        | GER        | IRL        | NZ         | SWI        | UK         | Certificaciones                                  | Álbum                                                                |
| --- | ---- | ---------- | ---------- | ---------- | ---------- | ---------- | ---------- | ---------- | ---------- | ---------- | ---------- | ------------------------------------------------ | -------------------------------------------------------------------- |
| "Ruff Ryders' Anthem" (DMX)                                                                                   | 1998 | 94         | 33         | —          | —          | —          | —          | —          | —          | —          | —          |                                                  | It's Dark and Hell Is Hot                                            |
| "Banned from T.V." (Noreaga featuring Big Pun, Nature, Cam'ron, Jadakiss, Styles P)                           | 1998 | —          | —          | —          | —          | —          | —          | —          | —          | —          | 103        |                                                  | N.O.R.E.                                                             |
| "Tear da Roof Off" (Busta Rhymes)                                                                             | 1998 | —          | 75         | —          | —          | —          | —          | —          | —          | —          | —          |                                                  | E.L.E. (Extinction Level Event): The Final World Front               |
| "Money, Cash, Hoes" (Jay-Z featuring DMX)                                                                     | 1999 | 116        | 36         | 19         | —          | —          | —          | —          | —          | —          | —          |                                                  | Vol. 2... Hard Knock Life                                            |
| "Down Bottom" (Drag-On featuring Swizz Beatz & Juvenile)                                                      | 1999 | —          | 43         | 5          | —          | —          | —          | —          | —          | —          | —          |                                                  | Ryde or Die Vol. 1                                                   |
| "Gotta Man" (Eve)                                                                                             | 1999 | 26         | 10         | 8          | —          | —          | —          | —          | —          | —          | —          |                                                  | Let There Be Eve...Ruff Ryders' First Lady                           |
| "Love Is Blind" (Eve featuring Faith Evans)                                                                   | 1999 | 34         | 11         | —          | —          | —          | —          | —          | —          | —          | —          |                                                  | Let There Be Eve...Ruff Ryders' First Lady                           |
| "Memphis Bleek Is..." (Memphis Bleek)                                                                         | 1999 | —          | 93         | 33         | —          | —          | —          | —          | —          | —          | —          |                                                  | Coming of Age                                                        |
| "Jigga My Nigga" (Jay-Z)                                                                                      | 1999 | 28         | 6          | 1          | —          | —          | —          | —          | —          | —          | —          |                                                  | Ryde or Die Vol. 1 and Vol. 3... Life and Times of S. Carter         |
| "Girl's Best Friend" (Jay-Z featuring Mashonda)                                                               | 1999 | 52         | 19         | —          | —          | —          | —          | —          | —          | —          | —          |                                                  | Vol. 3... Life and Times of S. Carter                                |
| "Things That U Do" (Jay-Z featuring Mariah Carey)                                                             | 2000 | —          | 120        | —          | —          | —          | —          | —          | —          | —          | —          |                                                  | Vol. 3... Life and Times of S. Carter                                |
| "Party Up (Up in Here)" (DMX)                                                                                 | 2000 | 27         | 8          | 11         | —          | —          | —          | —          | —          | —          | —          |                                                  | ...And Then There Was X                                              |
| "The Best of Me" (Mýa featuring Jadakiss)                                                                     | 2000 | 50         | 14         | —          | —          | —          | 26         | —          | —          | 64         | —          |                                                  | Fear of Flying                                                       |
| "Spit These Bars" (Drag-On featuring Swizz Beatz)                                                             | 2000 | —          | 80         | —          | —          | —          | —          | —          | —          | —          | —          |                                                  | Opposite of H2O                                                      |
| "WW III" (Ruff Ryders featuring Scarface & Snoop Dogg)                                                        | 2000 | —          | —          | —          | —          | —          | —          | —          | —          | —          | —          |                                                  | Ryde or Die Vol. 2                                                   |
| "Wild Out" (The LOX)                                                                                          | 2000 | —          | 64         | —          | —          | —          | —          | —          | —          | —          | —          |                                                  | We Are the Streets                                                   |
| "Put Your Hands Up" (LL Cool J)                                                                               | 2001 | —          | —          | 50         | —          | —          | —          | —          | —          | —          | —          |                                                  | Violator: The Album, V2.0                                            |
| "Guilty" (Swizz Beatz featuring Bounty Killer)                                                                | 2002 | —          | 104        | —          | —          | —          | —          | —          | —          | —          | —          |                                                  | Swizz Beatz Presents G.H.E.T.T.O. Stories                            |
| "Bigger Business" (Swizz Beatz featuring Ron Isley, Diddy, Birdman, Jadakiss, Snoop Dogg & Cassidy)           | 2002 | —          | 72         | —          | —          | —          | —          | —          | —          | —          | —          |                                                  | Swizz Beatz Presents G.H.E.T.T.O. Stories                            |
| "Good Times" (Styles P)                                                                                       | 2002 | 22         | 6          | 8          | —          | —          | —          | —          | —          | —          | —          |                                                  | Swizz Beatz Presents G.H.T.T.O. Stories & A Gangster and a Gentleman |
| "Get It on the Floor" (DMX featuring Swizz Beatz)                                                             | 2003 | —          | 57         | —          | —          | —          | 43         | —          | —          | —          | 34         |                                                  | Grand Champ                                                          |
| "Snake" (R. Kelly featuring Cam'ron & Big Tigger)                                                             | 2003 | —          | —          | —          | —          | —          | —          | —          | —          | —          | —          |                                                  | Single                                                               |
| "Bang Bang Boom" (Drag-On featuring Swizz Beatz)                                                              | 2003 | —          | 94         | —          | —          | —          | —          | —          | —          | —          | —          |                                                  | Hell and Back                                                        |
| "Hotel" (Cassidy featuring R. Kelly)                                                                          | 2004 | 4          | 6          | 2          | 25         | —          | 22         | 16         | —          | 28         | 3          | - RIAA: Platino                                  | Split Personality                                                    |
| "Get No Better" (Cassidy featuring Mashonda)                                                                  | 2004 | 79         | 51         | 25         | —          | —          | 76         | 21         | —          | —          | 24         |                                                  | Split Personality                                                    |
| "Bring Em Out" (T.I.)                                                                                         | 2004 | 9          | 6          | 4          | —          | —          | —          | —          | —          | —          | 59         | - RIAA: Oro                                      | Urban Legend                                                         |
| "Set It Off" (Young Gunz featuring Swizz Beatz)                                                               | 2005 | —          | 52         | —          | —          | —          | —          | —          | —          | —          | —          |                                                  | Brothers from Another                                                |
| "I'm a Hustla" (Cassidy)                                                                                      | 2005 | 34         | 8          | 5          | —          | —          | 38         | —          | —          | —          | —          | - RIAA: Platino                                  | I'm a Hustla                                                         |
| "B-Boy Stance" (Cassidy featuring Swizz Beatz)                                                                | 2005 | —          | 75         | —          | —          | —          | 64         | —          | —          | —          | —          |                                                  | I'm a Hustla                                                         |
| "Back of da Club" (Mashonda)                                                                                  | 2005 | —          | 86         | —          | —          | —          | —          | —          | —          | —          | —          |                                                  | January Joy                                                          |
| "Blackout" (Mashonda featuring Snoop Dogg)                                                                    | 2005 | —          | 96         | —          | —          | —          | —          | —          | —          | —          | —          |                                                  | January Joy                                                          |
| "Diamonds on My Neck" (Smitty)                                                                                | 2005 | 25         | —          | —          | —          | —          | —          | —          | —          | —          | —          |                                                  | Nigga                                                                |
| "Like That" (Memphis Bleek)                                                                                   | 2005 | 113        | 42         | 27         | —          | —          | —          | —          | —          | —          | —          |                                                  | 534                                                                  |
| "Check on It" (Beyoncé featuring Slim Thug)                                                                   | 2005 | 1          | 1          | —          | —          | 5          | 11         | 2          | 1          | —          | 3          | - Music Canada: Oro - RIAA: Oro - RIANZ: Paltino | Number 1's                                                           |
| "Untouchable" (2Pac featuring Krayzie Bone)                                                                   | 2006 | —          | 91         | —          | —          | —          | —          | —          | —          | —          | —          |                                                  | Pac's Life                                                           |
| "Whuteva" (Remy Ma featuring Swizz Beatz)                                                                     | 2006 | —          | 79         | —          | —          | —          | —          | —          | —          | —          | —          |                                                  | There's Something About Remy: Based on a True Story                  |
| "Touch It" (Busta Rhymes)                                                                                     | 2006 | 16         | 3          | 2          | 14         | —          | —          | —          | 1          | 26         | 6          | - RIAA: Oro                                      | The Big Bang                                                         |
| "We in Here" (DMX featuring Swizz Beatz)                                                                      | 2006 | —          | 125        | —          | —          | —          | —          | —          | —          | —          | —          |                                                  | Year of the Dog… Again                                               |
| "Spit Your Game" (The Notorious B.I.G. featuring Twista &Krayzie Bone)                                        | 2006 | —          | 68         | —          | —          | —          | —          | 47         | —          | 76         | 64         |                                                  | Duets: The Final Chapter                                             |
| "Take the Lead (Wanna Ride)" (Bone Thugs-N-Harmony & Wisin & Yandel featuring Melissa Jiménez & Fatman Scoop) | 2006 | —          | —          | —          | —          | —          | —          | —          | —          | —          | —          |                                                  | Take the Lead                                                        |
| "Ring the Alarm" (Beyoncé)                                                                                    | 2006 | 11         | 3          | —          | —          | —          | —          | —          | —          | —          | —          | - RIAA: Gold                                     | B'Day                                                                |
| "Upgrade U" (Beyoncé featuring Jay-Z)                                                                         | 2006 | 59         | 11         | —          | —          | —          | —          | —          | —          | —          | 176        |                                                  | B'Day                                                                |
| "Get Me Bodied" (Beyoncé)                                                                                     | 2007 | 68         | 10         | —          | —          | —          | —          | —          | —          | —          | —          |                                                  | B'Day                                                                |
| "It's Me Bitches" (Swizz Beatz)                                                                               | 2007 | 83         | 30         | 17         | —          | —          | —          | —          | —          | —          | —          |                                                  | One Man Band Man                                                     |
| "Money in the Bank" (Swizz Beatz)                                                                             | 2007 | 84         | 22         | 14         | —          | —          | —          | —          | —          | —          | —          |                                                  | One Man Band Man                                                     |
| "Tambourine" (Eve)                                                                                            | 2007 | 37         | 17         | 10         | —          | 49         | 78         | 16         | —          | —          | 18         |                                                  | Non-album single                                                     |
| "My Drink n My 2 Step" (Cassidy featuring Swizz Beatz)                                                        | 2007 | 33         | 11         | 6          | —          | —          | —          | —          | —          | —          | —          |                                                  | B.A.R.S. The Barry Adrian Reese Story                                |
| "Innocent Man (Misunderstood)" (Cassidy featuring Mark Morrison)                                              | 2007 | —          | 103        | —          | —          | —          | —          | —          | —          | —          | —          |                                                  | B.A.R.S. The Barry Adrian Reese Story                                |
| "Set It Off" (N.O.R.E. featuring J. Ru$$ & Swizz Beatz)                                                       | 2007 | —          | —          | —          | —          | —          | —          | —          | —          | —          | —          |                                                  | Noreality                                                            |
| "Blow Ya Mind" (Styles P featuring Swizz Beatz)                                                               | 2007 | —          | 51         | 19         | —          | —          | —          | —          | —          | —          | 127        |                                                  | Super Gangster, Extraordinary Gentleman                              |
| "Now That You Got It" (Gwen Stefani featuring Damian Marley)                                                  | 2007 | —          | —          | —          | 37         | —          | 73         | —          | 21         | —          | 59         |                                                  | The Sweet Escape                                                     |
| "Give It to You" (Eve featuring Sean Paul)                                                                    | 2007 | 124        | 114        | —          | —          | —          | 49         | —          | —          | —          | —          |                                                  | Eve                                                                  |
| "Swing Ya Rag" (T.I. featuring Swizz Beatz)                                                                   | 2008 | 62         | 53         | 29         | —          | —          | —          | —          | —          | —          | —          |                                                  | Paper Trail                                                          |
| "Nasty Girl" (Ludacris featuring Plies)                                                                       | 2009 | —          | 54         | 23         | —          | —          | —          | —          | —          | —          | —          |                                                  | Theater of the Mind                                                  |
| "Who's Real" (Jadakiss featuring OJ da Juiceman & Swizz Beatz)                                                | 2009 | 125        | 39         | 18         | —          | —          | —          | —          | —          | —          | —          |                                                  | The Last Kiss                                                        |
| "Million Bucks" (Maino featuring Swizz Beatz)                                                                 | 2009 | —          | 66         | 21         | —          | —          | —          | —          | —          | —          | —          |                                                  | If Tomorrow Comes                                                    |
| "I Do" (Lil Jon featuring Snoop Dogg & Swizz Beatz)                                                           | 2009 | —          | 101        | —          | —          | —          | —          | —          | —          | —          | —          |                                                  | Crunk Rock                                                           |
| "Million Dollar Bill" (Whitney Houston)                                                                       | 2009 | 100        | 16         | —          | —          | 62         | 41         | 8          | —          | 40         | 5          |                                                  | I Look to You                                                        |
| "I Can Transform Ya" (Chris Brown featuring Lil Wayne & Swizz Beatz)                                          | 2009 | 20         | 11         | —          | 21         | 54         | —          | 21         | 7          | —          | 26         | - ARIA: Oro - RIANZ: Platino                     | Graffiti                                                             |
| "Looking for Paradise" (Alejandro Sanz featuring Alicia Keys)                                                 | 2009 | 104        | —          | —          | —          | —          | —          | —          | —          | —          | —          |                                                  | Paraíso Express                                                      |
| "On to the Next One" (Jay-Z featuring Swizz Beatz)                                                            | 2009 | 37         | 9          | 5          | —          | 58         | —          | —          | —          | —          | 38         |                                                  | The Blueprint 3                                                      |
| "Put It in a Love Song" (Alicia Keys featuring Beyoncé)                                                       | 2010 | 102        | 60         | —          | 18         | 71         | —          | 26         | 24         | —          | —          | - ARIA: Oro                                      | The Element of Freedom                                               |
| "Stranded (Haiti Mon Amour)" (Jay-Z, Bono, The Edge & Rihanna)                                                | 2010 | 16         | —          | —          | —          | 6          | —          | 3          | —          | —          | 41         |                                                  | Hope for Haiti Now                                                   |
| "Stop the Party (Iron Man)" (Busta Rhymes featuring Swizz Beatz)                                              | 2010 | —          | 87         | —          | —          | —          | —          | —          | —          | —          | —          |                                                  | Iron Man                                                             |
| "Fancy" (Drake featuring T.I. & Swizz Beatz)                                                                  | 2010 | 25         | 4          | 1          | —          | 54         | —          | —          | —          | —          | —          | - RIAA: Oro                                      | Thank Me Later                                                       |
| "Gucci Time" (Gucci Mane featuring Swizz Beatz)                                                               | 2010 | —          | 23         | 12         | —          | —          | —          | —          | —          | —          | —          |                                                  | The Appeal: Georgia's Most Wanted                                    |
| "Roman's Revenge" (Nicki Minaj featuring Eminem)                                                              | 2010 | 56         | 85         | 23         | —          | —          | —          | —          | —          | —          | 125        |                                                  | Pink Friday                                                          |
| "Wait Til You See My Smile" (Alicia Keys)                                                                     | 2010 | —          | —          | —          | —          | —          | —          | —          | —          | —          | —          |                                                  | The Element of Freedom                                               |
| "Ass on the Floor" (Diddy - Dirty Money)                                                                      | 2011 | —          | 80         | —          | —          | —          | —          | —          | —          | —          | 187        |                                                  | Last Train to Paris                                                  |
| "International Party" (Swizz Beatz featuring Alicia Keys)                                                     | 2011 | —          | —          | —          | —          | —          | —          | —          | —          | —          | —          |                                                  | Single                                                               |
| "Tip" (The Rangers featuring Swizz Beatz)                                                                     | 2012 | —          | —          | —          | —          | —          | —          | —          | —          | —          | —          |                                                  | Single                                                               |
| "Everyday Birthday" (Swizz Beatz featuring Ludacris and Chris Brown)                                          | 2012 | —          | 44         | —          | —          | —          | —          | —          | —          | —          | —          |                                                  | Single                                                               |
| "New Day" (Alicia Keys)                                                                                       | 2013 | —          | 73         | —          | —          | —          | —          | —          | —          | —          | —          |                                                  | Girl on Fire                                                         |
| "Sweet Serenade" (Pusha T featuring Chris Brown)                                                              | 2013 | 119        | 44         | —          | —          | —          | —          | —          | —          | —          | —          |                                                  | My Name Is My Name                                                   |
| "Hands Up" (Swizz Beatz featuring Nicki Minaj, Lil Wayne, Rick Ross & 2 Chainz)                               | 2013 | —          | —          | —          | —          | —          | —          | —          | —          | —          | —          |                                                  | Haute Living                                                         |
| "—" denota que no alcanzó posición en las listas.                                                             |      |            |            |            |            |            |            |            |            |            |            |                                                  |                                                                      |